# Paris 1983
Paris 1983 ist ein Jazzalbum von Sun Ra and His Arkestra. Die im Herbst 1983 entstandenen Aufnahmen erschienen am 2. Dezember 2015 als Download auf Enterplanetary Koncepts. Das Album enthält einen bisher unveröffentlichten Livemitschnitt, aufgenommen während einer Europatournee des Sun Ra Arkestra. Das genaue Datum und der Ort der Aufnahmen sind laut Liner Notes unbekannt, wenn auch Paris als Stadt identifiziert wurde.

## Hintergrund
Im späteren Verlauf von Sun Ras Karriere begann sich sein enormes Repertoire ein wenig zu standardisieren; das Arkestra hatte nun regelmäßig Standards und Big-Band-Arrangements im Programm, die ihn als jungen Sonny Blount geprägt hatten, notierte Patrick Jarenwattananon. So treffen in Paris 1983 die einleitende Beschwörung „Along Came Ra“ und einer seiner „größten Hits“, „Nuclear War“, auf Songs, die mit dem Bandleader Fletcher Henderson (bei dem Sun Ra kurz in die Lehre ging) in Verbindung gebracht werden, wie „Big John’s Special“ und „King Porter Stomp“.
In den 1980er-Jahren hatte Sun Ra einen strengen Terminkalender für Auftritte in den USA und im Ausland. Sein Publikum wuchs, besonders in Europa, und die Shows wurden extravaganter und theatralischer, heißt es in den Liner Notes zu Paris 1983. Während dieser Zeit begann Sun Ra neben den Eigenkompositionen einen größeren Anteil von Tin-Pan-Alley-Standards ins Programm zu nehmen. Diese Vintage-Titel hatten für Su Ra eine große Bedeutung; Sie waren populär, als er in Birmingham, Alabama, aufwuchs und seine ersten Ausflüge in das Komponieren und Arrangieren machte. Diese Melodien dienten ihm in den 1930er- und 1940er-Jahren als Bausteine, und Jahrzehnte später wurden sie zu wiederkehrenden Einträgen auf Konzerten und seinen Alben.
Gemastert wurde der Mitschnitt von Peter Beckmann von einem Original-Tonband aus der Sammlung des Sun-Ra-Forschers Hartmut Geerken. Zusätzliche Audiorestaurierung besorgte Irwin Chusid. Die Identifizierung der Mitglieder des Arkestra basiert auf Vergleichen mit anderen Auftritten der Band in Europa zu dieser Zeit.
„Nuclear War“ erschien 2017 als digitale Single, gekoppelt mit der Originalversion des Stücks, die 1983 auf A Fireside Chat with Lucifer erschienen war.

## Titelliste
- Sun Ra: Paris 1983 (Enterplanetary Koncepts)[4]

1. Kora Intro 5:11
2. Along Came Ra 6:45
3. D.27 3:03
4. Parisian Blues (untitled blues) 4:43
5. Big John's Special (Horace Henderson) 3:12
6. Parisian Interlude (untitled trio) 3:44
7. Sometimes I'm Happy (Irving Caesar/Clifford Grey/Vincent Youmans) / The Days of Wine and Roses (Henry Mancini) 6:57
8. King Porter Stomp (Ferdinand Joseph Morton) 3:02
9. Carefree (a.k.a. Egyptian Fantasy) 11:09
10. 1984 07:03
11. Nuclear War 05:34
12. Fate in a Pleasant Mood 9:01
13. Blue Lou (Edgar Sampson) 3:42
14. Cocktails for Two (Coslow/Johnston) 3:42
15. Over the Rainbow (Harburg/Arlen) 3:24
16. Yeah Man! (Noble Sissle/Henderson/J. Russell Robinson) 3:24
17. Watusa 5:30

Wenn nicht anders vermerkt, stammen die Kompositionen von Sun Ra.

## Rezeption
Patrick Jarenwattananon schrieb in Bandcamp Daily, der Mitschnitt aus Paris sei vergleichbar mit einigen anderen großartigen Aufnahmen aus dieser Phase, etwa den Aufnahmen aus Japan (The Pit-Inn 8-8-88) oder Sunrise in Different Dimensions (aufgenommen 1980) aus der Schweiz oder At Inter-Media Arts 1991 aus Long Island.